# Nemeshany
Nemeshany è un comune dell'Ungheria di 444 abitanti (dati 2001). È situato nella contea di Veszprém.